# Assi IF
Assi IF  är en svensk idrottsförening i Risögrund. Klubben bildades 1968 genom en sammanslagning av Karlsborgs IK och Risöns AIS.
Damfotbollslaget spelade i Sveriges högsta division 1979. 2011 kvalspelade föreningen till division 1, vilket resulterade i ett avancemang och spel i den näst högsta divisionen 2012.